# 約翰·柯川
約翰·威廉·柯川（英語：John William Coltrane，1926年9月23日—1967年7月17日）是一位美國黑人爵士薩克斯風手、樂團領袖。柯川被視為當代最重要的爵士薩克斯風手之一，他在二十多年的音樂生涯中，產量甚多，共錄製了過百張唱片。他在早期生涯上積極開展硬咆勃音樂的音樂風格，開創性地運用調式並成為自由爵士樂的先驅。他以領團人的身分組織了至少50次錄音，並參與其他樂手的專輯錄音（包括邁爾士·戴維斯與塞隆尼斯·孟克）。
在他的個人經歷及音樂歷程中，柯川逐漸拓展了靈性的象限，這在他不規則和雜亂的音樂風格中體現出來。他的第二任妻子爱丽丝•柯川是鋼琴家，他們的兒子拉维·柯川也是薩克斯風手。柯川被認為是最具影響力的自由爵士樂手之一。他在死後接受過許多獎項及褒揚。在2007年柯川被追授普立茲獎特別獎。

## 生平

### 生涯早期及事業(1926–1954)

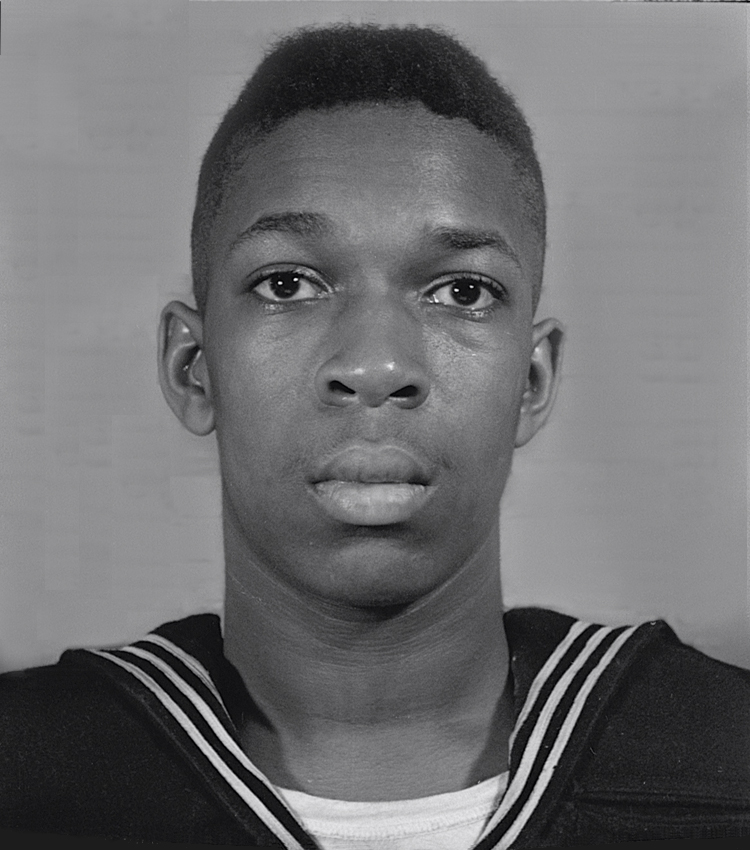
柯川在他還是個水手時便完成了第一次錄音

1926年9月23日，柯川出生在北卡羅萊納州的哈姆雷特（Hamlet, North Carolina），約翰·柯川成長於海波因特，就讀William Penn High School （現為Penn-Griffin School for the Arts）。 從1938年12月開始，約翰·柯川的姑姑、爺爺奶奶和父親都在幾個月內相繼過世，留下約翰·柯川由母親撫養長大。在1943年6月，他搬到賓夕法尼亞州費城。他於1945年加入美國海軍，駐紮夏威夷期間，他開始於海軍爵士樂隊演奏。柯川在1946年退伍，並和費城吉他手和作曲家Dennis Sandole共同研究爵士理論。直到20世紀50年代初，柯川都接受Dennis Sandole的指導。原本吹奏中音薩克斯風的柯川，在此期間開始在Eddie Vinson的樂隊演奏次中音薩克斯風。柯川後來將這段時期視為「大量聆聽的時期」，並說「雖然當時我並不了解許多樂手如Coleman Hawkins、Ben Webster及Tab Smith在四〇、五〇年代所做的事情，但我卻感到心潮澎湃」。

### 邁爾斯·戴維斯及塞隆尼斯·孟克時期  (1955–1957)
1955年的夏天柯川在費城四處兼差，並同時與吉他手Dennis Sandole一起研究音樂。當時他接到了小號手邁爾斯·戴維斯打來的電話。四十年代末已相當成功的邁爾斯·戴維斯，雖然之後為海洛因毒癮問題沉寂了一陣子，這次準備好再次復出組織五重奏樂團，邀請柯川加入。而柯川所加入的樂團就是人稱「第一個偉大的五重奏」（First Great Quintet），其中包括貝斯手Paul Chambers、鼓手Philly Joe Jones及鋼琴手Red Garland（和之後邁爾斯·戴維斯所領導的樂團的區別在於：之後由薩克斯風樂手由Wayne Shorter取代約翰·柯川）。樂團活躍的時間是從1955年10月至1957年4月，這段期間柯川在邁爾斯·戴維斯所錄製的數張專集中展現了其不斷精進的演奏能力。「第一個偉大的五重奏」最具代表性的創作就是《Cookin' 》、《Relaxin' 》、《Workin' 》和《Steamin' 》，這四張專輯在1956年於Prestige Records完成的兩次馬拉松式錄音之後發行。這個樂團於4月中解散，部分是因為柯川的海洛因毒癮問題。
1957年後半年，柯川加入了孟克所領導的四重奏樂團，並駐點在紐約知名的五點爵士俱樂部（Five Spot）。但因為合約間衝突的問題，在這段期間柯川和這個樂團只有發表一張錄音室專輯。柯川與孟克的樂團在1958年完成的私人錄音，要一直到了1993年才由Blue Note Records以 《Live at the Five Spot-Discovery!》發行。更重要的是，1957年十一月的一個現場表演錄音（由美國之聲錄製），一直不被人所知地存放在國會圖書館裡，一直要到2005年才被意外發現，重新以《Thelonious Monk Quartet with John Coltrane at Carnegie Hall》發行。
柯川唯一一張在Blue Notes Records發行的專輯《Blue Train》，一直被視為是他在這段時期最傑出的作品。由柯川領團，成員包括小號手Lee Morgan，貝斯手Paul Chambers及長號手Curtis Fuller。五首曲目中的四首是柯川原創作曲，其中〈Moment's Notice〉及〈Lazy Bird〉成為爵士標準曲（Jazz Standard）。柯川在以上兩手曲目中所採用的「替代和弦」（Chord substitution），正是「柯川和弦進行」（Coltrane changes）的早期代表作品。

### 戴維斯及柯川
1958年一月柯川重新加入邁爾士·戴維斯的樂團，在同年十月時，爵士樂評Ira Gitler創造「紙片聲」（sheets of sound）一詞去形容柯川所發展出的音樂風格，意指柯川為了在一個小節內盡可能地填入最多的內容，必須要將演奏速度加快，每分鐘上百個音符如瀑布奔流，以達到聲音質量「薄如紙片」。柯川在戴維斯的樂團裡一直待到1960年的四月，合作的夥伴包括薩克斯風手Cannonball Adderley、鋼琴手Red Garland、Bill Evans及Wynton Kelly，貝斯手Paul Chambers、鼓手Philly Joe Jones及Jimmy Cobb。這段期間柯川加入了戴維斯《Milestones》與《Kind of Blue》的錄製，以及現場錄音《Miles & Monk at Newport》。
柯川在這段期間也在Atlantic Records錄製了《Giant Steps》，整張專輯皆由柯川作曲，而專輯同名曲目〈Giant Steps〉，在所有被廣泛演奏的爵士曲目中，被公認為具有最複雜、最困難的和弦進行（chord progression）。《Giant Steps》便是「柯川和弦進行」中的經典代表。

## 樂器的選擇
柯川在中學期間轉而吹奏中音薩克斯風之前，他在社區樂隊演奏單簧管和中音號。在1947年，他加入King Kolax樂隊時，柯川又換成吹奏次中音薩克斯風，此後他便以演奏此樂器聞名世界。和柯曼·霍金斯或萊斯特·楊相比，柯川偏好用次中音薩克斯風演奏較高音的旋律，而此偏好被認為是源自於他早期在單簧管和中音號演奏的訓練。他對於次中音薩克斯風的「聲音概念」（由演奏者的舌頭、喉嚨所操縱）的設定高於該樂器的一般範圍。
在20世紀60年代初，在他和大西洋唱片合作時，他也越來越常演奏高音薩克斯風，最具代表的專輯為My Favorite Things。在他晚期生涯中，他嘗試在現場表演及錄音室內吹奏長笛（包括Live at the Village Vanguard Again!及Expression等專輯)。 據稱在1964年Eric Dolphy過世後，Dolphy的母親曾將他兒子的長笛和單簧管送給柯川。1967年柯川在家中因肝病去世。

## 影響

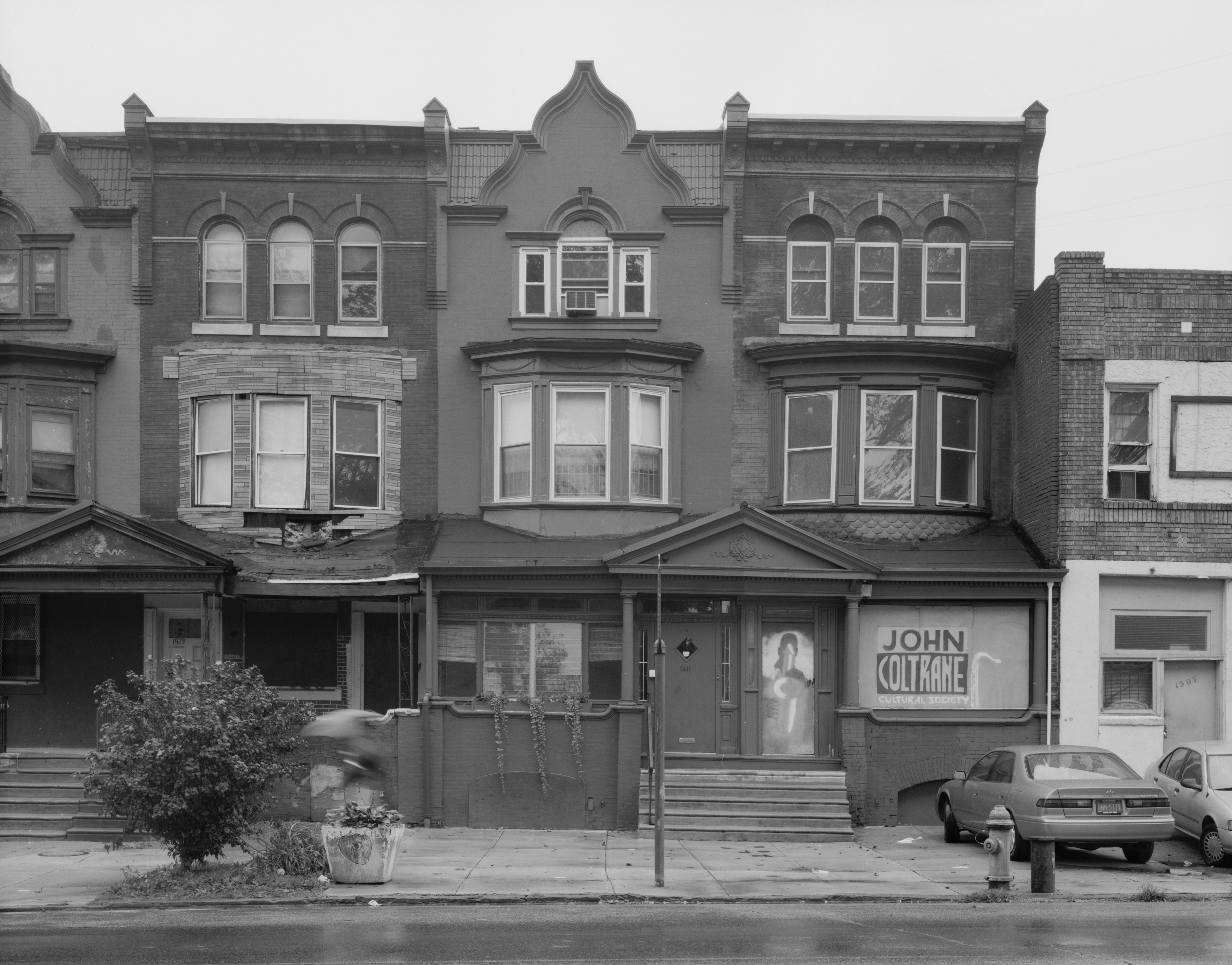
約翰·柯川的故居, 1511 North Thirty-third Street, Philadelphia

約翰·柯川在音樂方面的影響已橫跨不同的流派及音樂家。 柯川在世時已展現其在爵士樂（不管是主流或前衛）上的巨大影響力，在他過世後其影響力仍不斷成長。1960年後，他是最具影響力的爵士薩克斯風演奏者之一，並啟發了整整一代人的爵士音樂家。 1965年，他被選入Down Beat爵士樂名人堂。在1972年，其專輯A Love Supreme因為在日本銷售超過50萬張而被RIAA授與金牌獎。 1982年柯川因為專輯Bye Bye Blackbird而在過世後被授予了葛萊美獎「最佳爵士獨奏表演」，並於1997年，柯川被授予葛萊美獎終身成就獎。柯川在2009年入選了北卡羅萊納音樂名人堂（North Carolina Music Hall of Fame）。
他的遺孀Alice Coltrane在經過幾十年的隱居生活後復出，在她2007年過世前短暫地收復她在公眾的形象。 柯川的兒子Ravi Coltrane（以約翰·柯川所景仰的印度西塔琴演奏家拉维·香卡之名命名），隨後追隨其父親的腳步，成為一個當代著名的薩克斯風演奏家。1999年約翰柯川在費城的故居被指定為國家歷史地標。 1964年至1967年柯川過世前在紐約亨廷頓的故居，於2007年6月29日被列入國家史蹟名冊（ National Register of Historic Places）。他在爵士樂中對於「多重音調系統」（multi-tonic systems）之革命性的運用被稱為「柯川和弦進行」（Coltrane changes），而之後被廣泛運用於作曲及「再和聲化」（reharmonization）。在2002年，學者Molefi Kete Asante 將約翰柯川列入其「100個最偉大的非裔美國人」的名單中。
他在過世後所得的獎項及榮譽還包括被非洲東正教教會封為聖人Saint John William Coltrane。在2007年他因為其「精湛的即興表演、高超的音樂素養及在爵士樂發展歷史中的標誌性地位」被授與普立茲獎特別獎。

## 專輯

### Prestige和Blue Note Records出品
- Coltrane (首張 solo LP) (1957)
- Blue Train (1957)
- John Coltrane with the Red Garland Trio (1958)
- Soultrane (1958)

### Atlantic Records出品
- Giant Steps (第一張全由柯川編曲的專輯) (1960)
- Coltrane Jazz  (1961)
- My Favorite Things (1961)
- Olé Coltrane (演奏陣容包括Eric Dolphy，由柯川和McCoy Tyner編曲) (1961)

### Impulse! Records出品
- Africa/Brass  (1961)
- Live! at the Village Vanguard  (1962)
- Coltrane  (1962)
- Ballads (1963)
- John Coltrane and Johnny Hartman (1963)
- Impressions (1963)
- Duke Ellington & John Coltrane (1964)
- Live at Birdland (1964)
- Crescent (1964)
- A Love Supreme (1965)
- The John Coltrane Quartet Plays (1965)
- Ascension (1966)
- New Thing at Newport (與Archie Shepp現場演奏錄音) (1966)
- Kulu Sé Mama (1966)
- Meditations (包括Pharoah Sanders和Rashied Ali的四重奏) (1966)
- Expression (生前由柯川認可死後發行的最後一張專輯，其中包括一首柯川的笛子演奏) (1967)